# Acca de Hexham
Pour les articles homonymes, voir Acca.
Acca est un prélat anglo-saxon né vers 660 et mort en 740 ou 742. Il est évêque de Hexham de 709 à 731.

## Biographie
Originaire de Northumbrie, Acca entre au service des évêques d'York Bosa et Wilfrid, et accompagne ce dernier dans ses voyages en Frise et jusqu'à sa mort, en 709 ou 710. Il lui succède alors sur le siège épiscopal de Hexham, ainsi qu'à la tête de l'abbaye de Hexham. Il est l'ami du moine Bède le Vénérable, auquel il fournit des informations pour son Histoire ecclésiastique du peuple anglais.
Acca perd son évêché en 731, dans un contexte politique troublé : la même année, le roi Ceolwulf est contraint d'abdiquer. Il meurt le 20 octobre 740 ou 742 sans jamais avoir été restauré. Il est inhumé à Hexham, dans une tombe décorée de deux hautes croix richement décorées. Il commence à faire l'objet d'un culte vers le milieu du XIe siècle.